# Joachim Bohnert
Joachim Bohnert (* 22. Juli 1946 in Freiburg im Breisgau) ist ein deutscher Rechtswissenschaftler und ehemaliger Professor an der Freien Universität Berlin, speziell für Strafrecht, Strafprozessrecht und Rechtsphilosophie.
Aufgewachsen ist Bohnert in Freiburg im Breisgau. Nach einer Ausbildung zum Musiker – er studierte klassische Gitarre bei Anton Stingl in Freiburg – folgte ein Studium der Philosophie in Freiburg, Bonn und Heidelberg. Danach trat er eine Beamtenstelle in Konstanz an. Seit 1986 wirkt Bohnert in Berlin. Er war Bearbeiter des Beck-Kommentars zum Gesetz über Ordnungswidrigkeiten (OWiG).

## Veröffentlichungen (Auswahl)
- Über die Rechtslehre Georg Friedrich Puchtas (1798-1846) (= Freiburger rechts- und staatswissenschaftliche Abhandlungen, Bd. 41). Müller, Karlsruhe 1975, ISBN 3-8114-0019-3 (= Dissertation Universität Freiburg).
- Vierzehn Briefe Puchtas an Savigny. Vandenhoeck & Ruprecht, Göttingen 1979.
- Kirche, Staat und die Unmöglichkeit eines besonderen Kirchenrechts bei Richard Rothe. In: Zeitschrift der Savigny-Stiftung für Rechtsgeschichte. Kanonistische Abteilung, Bd. 65 (1979), S. 217–238.
- Beiträge zu einer Biographie Georg Friedrich Puchtas. In: Zeitschrift der Savigny-Stiftung für Rechtsgeschichte. Germanistische Abteilung, Bd. 96 (1979), S. 229–242.
- Paul Johann Anselm Feuerbach und der Bestimmtheitsgrundsatz im Strafrecht. Winter, Heidelberg 1982, ISBN 3-533-03102-0 (Volltext).
- Die Bestimmtheitserfordernis im Fahrlässigkeitsbestand. In: Zeitschrift für die gesamte Strafrechtswissenschaft, Bd. 94 (1982), S. 68–83.
- Beschränkungen der strafprozessualen Revision durch Zwischenverfahren (= Juristische Abhandlungen, Bd. 17). Klostermann, Frankfurt/M. 1983, ISBN 3-465-01529-0 (= Habilitationsschrift Universität Freiburg).
- Ordnungswidrigkeiten und Jugendrecht. Eine Zusammenstellung (= Veröffentlichungen zum Verfahrensrecht, Bd. 4). Mohr, Tübingen 1989, ISBN 3-16-645524-8.
- Die Abschlussentscheidung des Staatsanwalts (= Schriften zum Strafrecht, Bd. 90). Duncker & Humblot, Berlin 1992, ISBN 3-428-07358-4.
- Ordnungswidrigkeitenrecht. 4. Aufl. Beck, München 2010, ISBN 978-3-406-60556-7.